# New (McCartney)
New is een album uit 2013 van de Britse zanger Paul McCartney.
De productie werd overzien door Giles Martin met individuele nummers geproduceerd door Mark Ronson, Ethan Johns en Paul Epworth. De opnames vonden plaats in de Henson Recording Studios in Los Angeles, de Avatar Studios in New York, de Abbey Road Studios, Air Studios en Wolf Tone Studios in Londen en The Mill in East Sussex. Het album kwam uit op 14 oktober 2013.

## Nummers
Alle nummers zijn geschreven door Paul McCartney, tenzij anders aangegeven.
1. Save Us (McCartney-Epworth)
2. Alligator
3. On My Way To work
4. Queenie Eye (McCartney-Epworth)
5. Early Days
6. New
7. Appreciate
8. Everybody Out There
9. Hosanna
10. I Can Bet
11. Looking At Her
12. Road (McCartney-Epworth)
13. Turned Out (alleen op deluxe versie)
14. Get Me Out Of Here (alleen op deluxe versie)